# 레오나르도 카페치
레오나르도 카페치(이탈리아어: Leonardo Capezzi, 1995년 3월 28일, 필리네발다르노 ~ )는 페루자에서 미드필더로 뛰는 이탈리아의 축구 선수이다.

## 클럽 경력
카페치는 피오렌티나 유스 출신이다. 그는 2013년 11월 10일 유로파리그에서 루마니아 축구 클럽 CS 판두리 트르구지우를 상대로 데뷔전을 치렀다. 그는 경기 시작 80분만에 파쿤도 롱카글리아의 교체선수로 출전하였으며 2-1 원정 경기 승리에 기여하였다.